# Elimination Chamber 2012
Elimination Chamber 2012 è stata la terza edizione dell'omonimo evento in pay-per-view prodotto dalla WWE. L'evento si è svolto il 19 febbraio 2012 al Bradley Center di Milwaukee (Wisconsin).

## Storyline
Il 30 gennaio John Laurinaitis, General Manager ad interim di Raw. ha decretato un Elimination Chamber match valido per il WWE Championship. CM Punk cercherà di difendere il suo titolo da Dolph Ziggler, Chris Jericho, The Miz, R-Truth, e Kofi Kingston. La settimana seguente a Raw, Jericho ha vinto un Six-Pack Challenge acquisendo il diritto di entrare per ultimo.
Nell'episodio di SmackDown del 3 febbraio, è stato sancito un Elimination Chamber match valido anche per il World Heavyweight Championship. Il World Heavyweight Champion Daniel Bryan affronterà Cody Rhodes, Wade Barrett, Big Show, The Great Khali, e Santino Marella in un incontro valIdo per il titolo. Inizialmente Mark Henry era stato inserito tra i partecipanti, ma è stato rimosso e sospeso a tempo indeterminato dal General Manager di SmackDown, Theodore Long, per averlo minacciato. Mark Henry è stato quindi rimpiazzato da The Great Khali. Anche Randy Orton era tra i pretendenti al titolo, ma ha subito una commozione cerebrale dopo che, il 13 febbraio, Bryan l'ha colpito con la cintura. Il suo posto è stato preso da Santino Marella, avendo vinto una Battle Royal a SmackDown il 17 febbraio.
Il 12 dicembre 2011, dopo una lunga assenza, Kane ha fatto ritorno sul ring attaccando John Cena. La settimana seguente Kane ha chiarito che il motivo del suo attacco è di aiutare Cena ad abbracciare l'odio, e per raggiungere il suo intento ha preso di mira anche l'amico di Cena, Zack Ryder. Il 29 gennaio 2012, al pay-per-view Royal Rumble, i due si sono affrontati in un match singolo, che si è concluso con un doppio count-out. Kane ha continuato ad aggredire Cena e il suo amico Ryder, dicendo che continuerà fino a quando Cena abbraccerà l'odio. Il 6 febbraio, John Laurinaitis ha annunciato che Cena e Kane si sfideranno in un Ambulance match.

## Risultati
| #       | Incontri                                                                                               | Stipulazioni                                                    | Durata |
| ------- | --- | --------------------------------------------------------------- | ------ |
| Kickoff | Hunico (con Camacho) ha sconfitto Alex Riley                                                           | Single match                                                    | —      |
| 1       | CM Punk (c) ha sconfitto Chris Jericho, Dolph Ziggler, Kofi Kingston, The Miz e R-Truth                | Elimination chamber match per il WWE Championship               | 32:29  |
| 2       | Beth Phoenix (c) ha sconfitto Tamina Snuka                                                             | Single match per il WWE Divas Championship                      | 07:19  |
| 3       | Daniel Bryan (c) ha sconfitto Big Show, Cody Rhodes, The Great Khali, Santino Marella e Wade Barrett   | Elimination chamber match per il World Heavyweight Championship | 34:04  |
| 4       | Jack Swagger (c) (con Vickie Guerrero) ha sconfitto Justin Gabriel (con Hornswoggle) per sottomissione | Single match per il WWE United States Championship              | 03:48  |
| 5       | John Cena ha sconfitto Kane                                                                            | Ambulance match                                                 | 21:21  |

Elimination chamber match per il WWE Championship
| N° eliminazione | Wrestler      | N° ingresso | Eliminato da  | Tempo |   |
| --------------- | ------------- | ----------- | ------------- | ----- | - |
| 1°              | R-Truth       | 4°          | CM Punk       | 11:38 |   |
| 2°              | Dolph Ziggler | 3°          | Chris Jericho | 21:15 |   |
| 3°              | Kofi Kingston | 2°          | Chris Jericho | 26:58 |   |
| 4°              | Chris Jericho | 6°          | -             | 28:09 |   |
| 5°              | The Miz       | 5°          | CM Punk       | 32:39 |   |
| Vincitore       | CM Punk (c)   | 1°          | —             | —     | — |

Elimination chamber match per il World Heavyweight Championship
| N° eliminazione | Wrestler         | N° ingresso | Eliminato da    | Tempo |   |
| --------------- | ---------------- | ----------- | --------------- | ----- | - |
| 1°              | The Great Khali  | 5°          | Big Show        | 19:25 |   |
| 2°              | Big Show         | 1°          | Cody Rhodes     | 24:37 |   |
| 3°              | Cody Rhodes      | 3°          | Santino Marella | 25:00 |   |
| 4°              | Wade Barrett     | 2°          | Santino Marella | 30:37 |   |
| 5°              | Santino Marella  | 4°          | Daniel Bryan    | 34:04 |   |
| Vincitore       | Daniel Bryan (c) | 6°          | —               | —     | — |